# Arondismentul Brignoles
Arondismentul Brignoles (în franceză Arrondissement de Brignoles) este un arondisment din departamentul Var, regiunea Provence-Alpes-Côte d’Azur, Franța.

## Subdiviziuni

### Cantoane
- Cantonul Aups
- Cantonul Barjols
- Cantonul Besse-sur-Issole
- Cantonul Brignoles
- Cantonul Cotignac
- Cantonul Rians
- Cantonul La Roquebrussanne
- Cantonul Saint-Maximin-la-Sainte-Baume
- Cantonul Tavernes

### Comune
| 1. Aiguines (83002)              | 2. Artignosc-sur-Verdon (83005)         | 3. Artigues (83006)               | 4. Aups (83007)                           |
| 5. Barjols (83012)               | 6. Baudinard-sur-Verdon (83014)         | 7. Bauduen (83015)                | 8. Besse-sur-Issole (83018)               |
| 9. Bras (83021)                  | 10. Brignoles (83023)                   | 11. Brue-Auriac (83025)           | 12. Cabasse (83026)                       |
| 13. Camps-la-Source (83030)      | 14. Carcès (83032)                      | 15. La Celle (83037)              | 16. Châteauvert (83039)                   |
| 17. Correns (83045)              | 18. Cotignac (83046)                    | 19. Entrecasteaux (83051)         | 20. Esparron (83052)                      |
| 21. Flassans-sur-Issole (83057)  | 22. Forcalqueiret (83059)               | 23. Fox-Amphoux (83060)           | 24. Garéoult (83064)                      |
| 25. Ginasservis (83066)          | 26. Gonfaron (83067)                    | 27. Mazaugues (83076)             | 28. Moissac-Bellevue (83078)              |
| 29. Montfort-sur-Argens (83083)  | 30. Montmeyan (83084)                   | 31. Méounes-lès-Montrieux (83077) | 32. Nans-les-Pins (83087)                 |
| 33. Néoules (83088)              | 34. Ollières (83089)                    | 35. Pignans (83092)               | 36. Plan-d'Aups-Sainte-Baume (83093)      |
| 37. Pontevès (83095)             | 38. Pourcieux (83096)                   | 39. Pourrières (83097)            | 40. Rians (83104)                         |
| 41. Rocbaron (83106)             | 42. La Roquebrussanne (83108)           | 43. Rougiers (83110)              | 44. Régusse (83102)                       |
| 45. Saint-Antonin-du-Var (83154) | 46. Saint-Julien (83113)                | 47. Saint Martin (83114)          | 48. Saint-Maximin-la-Sainte-Baume (83116) |
| 49. Saint-Zacharie (83120)       | 50. Sainte-Anastasie-sur-Issole (83111) | 51. Les Salles-sur-Verdon (83122) | 52. Seillons-Source-d'Argens (83125)      |
| 53. Sillans-la-Cascade (83128)   | 54. Tavernes (83135)                    | 55. Tourves (83140)               | 56. Le Val (83143)                        |
| 57. Varages (83145)              | 58. La Verdière (83146)                 | 59. Vinon-sur-Verdon (83150)      | 60. Vins-sur-Caramy (83151)               |
| 61. Vérignon (83147)             |                                         |                                   |                                           |